# Jacques Delprat
Jacques Delprat, född den 17 december 1882 i Bandung och död den 17 februari 1956 i Utrecht, var en nederländsk bobåkare. Han deltog vid olympiska vinterspelen 1928 i Sankt Moritz och placerade sig på 12:e plats.